# 제주인
제주인(濟州人, 제주어: 제주사름)은 제주도에 거주하는 동아시아계 민족으로, 한민족의 분파 또는 독립된 한국어족계 민족이다. 행정적으로 그들은 대한민국의 특별자치도인 제주특별자치도에 살고 있다.
제주인들은 표준 한국어나 한반도의 다른 한국어 방언과 상호 의사소통이 되지는 않지만 한국어족의 두 갈래 중 하나로 간주되는 제주어를 사용한다. 제주인들은 또한 본토 한민족과 구별되는 독특한 문화적 전통을 가지고 있다.

## 역사

### 기원
현생 인류는 이미 신석기 초기(약 1만~8천년 전)부터 제주도에 살았다. 삼성 신화에 따르면 한라산 북쪽 경사면에 있던 삼성혈에서 세 명의 반신이 출몰하여 제주인들의 시조가 되어 탐라국을 세웠다고 한다.

### 탐라
탐라의 건국이나 초기 역사에 대한 역사적 기록은 없다.
탐라 건국 이후 서기 1세기에 탐라인들은 한반도 본토의 백제와 신라, 중국의 한나라와 야요이 시대의 일본, 동남아시아, 남인도의 촐라 왕조와 활발한 교역을 시작했다. 이후 탐라는 백제와 신라의 속국이 되었고 이후 조선에 병합되었다.

### 고려의 침략
탐라는 935년 신라 멸망 후 잠시 독립을 되찾았다. 그러나 938년 고려에 복속되었고 1105년 정식으로 병합되었다. 그러나 왕국은 1404년 조선 태종이 확고한 중앙통제하에 들어가 탐라국을 멸망시킬 때까지 지방 자치권을 유지했다. 탐라 말년에 일어난 흥미로운 사건 중 하나는 1274년 제주도에서 발생한 삼별초의 난이다. 원나라가 삼별초를 진압한 이후에는 탐라총관부가 설치되어 탐라인들을 통치하기도 하였으나 목호의 난 진압 이후 고려의 영역으로 돌아왔다. 

### 일제강점기
1910년 일본은 제주를 포함한 한국을 병합하여 섬 주민들에게 고난과 박탈의 시기를 열었다. 많은 사람들이 일을 위해 본토나 일본으로 떠나야 했다. 일제강점기에 제주인들은 독립운동을 펼쳤다.

### 광복 이후

#### 제주 4·3 사건
1948년 4월 3일, 제주도의 공산주의자들은 한국 지배를 위한 이데올로기 투쟁과 지방 당국에 대한 섬 주민들의 다양한 불만을 배경으로 경찰서와 관청을 습격했다. 그에 대한 잔인하고 종종 무차별적인 진압으로 인해 수만 명의 마을 주민과 급진 공산주의자들이 사망하고 수천 명이 수용소에 수감되었다. 더욱이 대한민국 정부의 조치로 인해 최대 4만 명의 제주인들이 일본으로 피난해야 했다.
2006년, 대한민국 정부는 학살에 대한 책임을 사과하고 배상을 약속했다. 2019년 대한민국 경찰과 국방부는 학살에 대해 처음으로 사과했다.

## 문화
제주인들은 한반도의 한민족과는 색다른 문화와 언어를 가지고 있다. 제주도는 수천 가지의 고유한 지역 전설이 있는 곳이기도 하다. 아마도 가장 독특한 문화 유물은 섬 전체에 걸쳐 현무암 블록에서 조각된 돌하르방일 것이다.

### 언어
제주어는 제주인들의 토착어이다. 유네스코는 그것을 "심각한 멸종 위기에 처한" 것으로 나열했으며 대부분의 화자는 노인이다. 젊은 세대는 제주어 학교를 허용하지 않는 한국 정부의 교육 제도로 인해 표준 한국어를 사용하는 경향이 있으며 특히 독재 시대(예: 이승만, 박정희, 전두환 치하) 동안 제주어의 사용을 억압해왔다.
국립국어원과 교육부를 포함한 한국 정부는 제주어가 표준 한국어나 다른 어떤 한국어와도 상호 이해가 불가능함에도 불구하고 계속해서 제주어를 한국어 방언, 특히 "이해할 수 없는 한국어 방언"으로 분류하고 있다.
2000년대 이후 한국의 학술지 대부분은 '제주어'라는 용어를 사투리로 받아들이지 않고 '제주어'로 바꿨다. 2019년에 발간된 제주에 관한 유일한 영문 논문에서도 일관되게 제주어를 언어로 언급하고 있다. 원어민들 사이에서는 '제주말'이라는 말이 가장 일반적이다.

### 종교
무속신앙은 제주도의 토착 종교이며 그 가르침은 유교 및 불교와 혼합되어 있다. 제주도는 무속신앙이 가장 고스란히 남아 있는 지역이기도 하다. 제주도에서 행해지는 다른 종교로는 주류 불교와 기독교가 있다.